# アイザック・ウォルトンのコテージ
アイザック・ウォルトンのコテージ(Izaak Walton's Cottage)は、イギリスのスタッフォードシャー州チェブジーのシャローフォードにある17世紀の木骨造りの建物である。それは、『釣魚大全』(The Compleat Angler)でよく知られている作家アイザック・ウォルトンのものだった。建物はグレードIIに指定されており、博物館として管理されている。

## History

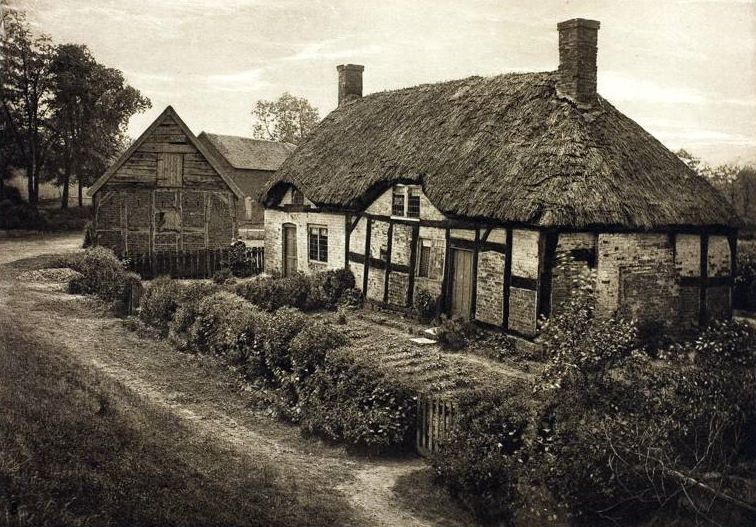
1888年のコテージのフォトグラビア

ウォルトンは1593年にスタッフォードで生まれた。ロンドンで事業を営んだ後、1650年代に、このコテージを含むシャローフォードのいくつかの不動産を取得した。コテージは、ミースと呼ばれる川(ソウ川の支流) の近くにあり、そこでの釣りは彼がこの地に惹かれた理由の一つと考えられている。1683年に亡くなると、彼はスタッフォードの貧しい人々の利益のために財産を遺贈した。
周辺はまだ田舎であるが、1837年にグランドジャンクション鉄道が谷を抜けて、コテージとミース川の間を隔てるような形で建設された。
農場とコテージは廃墟となったが、1920年に物件が売りに出されるまで人がここに住み続けていた。地元のスタッフォードの商売人たちは、有名な作家に捧げられた小さな博物館を設立するためにアイザック・ウォルトン・コテージトラストを立ち上げた。彼らはこの用地を購入するために£50を調達し、コテージを修理するために£500を調達した。スタッフォード卿、エドワード・フィッツハーベルトは1924年4月30日、この博物館の開館の式典を執り行った。1927年に蒸気機関車からの火花が飛び火して火災を引き起こし、わらぶき屋根が破壊され、博物館は1年間閉鎖された。1938年にはまた別の火災が発生し、1939年にコテージは瓦屋根にリニューアルされて再開した。建物は1952年に歴史的建造物のリストに加えられた。
トラストは1965年に解散し、建物はスタッフォード自治区議会に引き継がれた。1990年代に、茅葺き屋根が復元された。博物館の1階には、ウォルトンの生涯、彼の著作、イザークウォルトンコテージの物語をカバーする案内板があり、時代遅れになっている。2階には、釣り関連のアイテムのコレクションが展示されている。最も古いものは18世紀半ばのもので、部屋は彼の生活と彼の著作『釣魚大全』の展示がある。

## アクセス
アイザック・ウォルトンのコテージと庭は、夏の間、日曜日の午後だけ一般公開されている。